# 니콜라 사르코지
니콜라 사르코지(프랑스어: Nicolas Sarkozy, 본명: 니콜라 폴 스테판 사르코지 드 너지보처(Nicolas Paul Stéphane Sarközy de Nagy-Bocsa), 문화어: 니꼴라 싸르꼬지, 1955년 1월 28일 ~ )는 프랑스의 정치인이다. 2007년 5월 16일부터 2012년 5월 15일까지 프랑스의 제 23대 대통령, 안도라의 공동영주를 역임했다.
과거 뇌이쉬르센(Neuilly-sur-Seine) 시장, 오드센(Hauts-de-Seine)의 정책위원회 회장, 하원 의원, 정부 대변인, 예산부 장관, 정보통신부 장관, 내무부와 재경부 장관을 지냈다.

## 니콜라 사르코지 개인에 관하여

### 사르코지 가
사르코지 가는 페르디난트 2세로부터 1628년 9월 10일 귀족이 된 헝가리 출신 가족이다. 농부 출신인 사르코지 가의 시조는 헝가리를 침공한 오스만 제국 군대와의 전투에 참전했지만 귀족 작위는 획득하지 못했다. 그렇지만 귀족처럼 이름에 자신들의 고향을 넣을 수 있는 권리와 가문의 문장을 사용할 수 있는 권리를 취득하였다.
사르코지 가는 부다페스트에서 동쪽으로 약 92km 정도 떨어진 얼러찬(Alattyán)이라는 마을의 영지와 작은 성을 소유하였지만 니콜라 사르코지가 자주 말하듯 사르코지 가의 생활은 평범했다.
사르코지의 아버지, 팔 사르코지(Pál Sárközy, 본명: 이슈트반 에르뇌 셔르쾨지 드 너지보처(István Ernő Sárközy de Nagy-Bócsa))는 부다페스트에서 1928년 5월 5일 출생하였고 사르코지의 할아버지가 부시장으로 일하던 솔노크(Szolnok) 시청에서 공무원으로 일했다.
1944년 소련군이 헝가리를 점령하자, 사르코지 가족의 재산은 몰수됐고 망명길에 오르게 된다. 오스트리아와 독일을 거쳐 팔 사르코지는 프랑스외인부대에 5년간 근무하기로 계약을 한다. 1948년 그는 폴 사르코지(Paul Sarközy de Nagy-Bocsa)란 이름으로 프랑스인이 된다. 1947년 법학을 공부하고 있던 스파라딤계 치과 의사의 딸인 안드레 말라(Andrée Mallah)를 만나서 결혼을 한다.
니콜라 사르코지는 파리에서 1955년 1월 28일 출생하였다. 섬유 산업체를 운영하는 기욤(Guillaume)과 소아과의사, 생물학자인 프랑수아(François)는 그의 형제이다. 팔 사르코지는 1959년 이혼을 하고 사르코지의 어머니는 학업을 다시 시작해서 변호사가 되었다.

### 학업
니콜라 사르코지는 6번째 학년을 통과하지 못하고 재수강한 뒤 1973년 바칼로레아(baccalauréat)를 취득했다. 파리 10대학교에서 1978년 법학 석사를 취득했고 후에 파리정치대학(I.E.P)에 입학했지만 영어 성적이 저조해서 학위는 받지 못했다. 1980년 정치학 박사학위를 취득했다. 1981년 변호사 자격을 취득했다.

### 사생활
1982년 9월 23일 니콜라 사르코지는 마리 도미니크 퀼리올리(Marie-Dominique Culioli)와 결혼을 했고 1985년 피에르(Pierre), 1986년 장(Jean), 두 명의 아들을 낳았다.
1984년 뇌이쉬르센 시장으로 재임하고 있을 때 그는 텔레비전 진행자 자크 마탱(Jacques Martin)와 세실리아(Cécilia Ciganer-Albéniz)의 결혼식의 주례를 했다. 세실리아와 사르코지는 곧 숨겨진 관계를 시작한다. 1989년 둘은 서로의 배우자를 떠나고 결합을 한다. 1996년 루이비통의 소유자 베르나르 아르노(Bernard Arnault)와 부이그(Bouygues)사의 마르탱 부이그(Martin Bouygues)가 증인이 된 가운데 그들은 결혼식을 올렸고 1997년 두 번째 결혼에서 사르코지는 아들 루이(Louis)를 얻는다.
2007년 10월 18일 그들은 상호 합의하에 결별을 했다고 이혼을 하기 전 발표했다.

### 카를라 브루니와의 결혼
2007년 12월 말 사르코지는 모델 출신 가수인 카를라 브루니(Carla Bruni)를 알게 되었고 곧 약혼을 하게 되었다. 그들은 2008년 2월 2일 엘리제 궁전에서 결혼식을 올렸다.

## 정치 인생

### 정치 초기

#### 샤를 파스카와의 만남
1974년 사르코지는 프랑스의 정당인 공화국민주동맹(UDR)에 가입을 했고 거기서 샤를 파스카(Charles Pasqua)를 만나 자크 샤방델마(Chaban-Delmas)의 선거 운동을 하였다. 다음 해 그는 오드센 지역의 청년당원 대표가 되었다. 1976년 그는 샤를 파스카의 후원으로 새로 생긴 정당인 공화국연합(RPR)에 입당했다. 그는 1976년 뇌이쉬르센 지역의 당 책임자가 되었고 1977년 뇌이쉬르센과 퓌토(Puteaux) 지역 대표가 되었고 같은해 뇌이쉬르센 시의 정책 위원이 되었다.
그는 1980년 자크 시라크 후보의 청년 지지 연대의 책임자가 되었다. 1983년 그는 28세의 나이로 뇌이쉬르센 시장에 당선되었다.

#### 발라뒤르 정부와 예산부 장관 시절 (1993년-1995년)
1993년 3월 국회의원 선거에서 우파가 큰 차이로 승리를 하자 니콜라 사르코지는 또 다시 뇌이쉬르센에서 64.9%의 표 획득으로 하원의원이 되었고 에두아르 발라뒤르 총리의 행정부의 예산부 장관이 되었다. 프랑스 정부의 대변인으로서, 그는 대중들에게 얼굴을 알리기 시작했다.
1993년 3월 13일, "인간 폭탄"이라고 불린 에리크 슈미트(Érick Schmitt)가 사르코지가 시장으로 있는 뇌이쉬르센의 한 유치원에서 21명의 어린이들을 인질로 잡고 있을 때, 사르코지는 그와 직접 협상을 했고 아이들을 석방시켰다. 물론 지금도 사르코지가 이 사건에 직접 참여한 것에 대해 말들이 많지만, 이 사건은 그에게 프랑스 전국적인 명성을 얻게 해주었다.

#### 에두아르 발라뒤르를 위한 지원
1995년 프랑스 대선당시 사르코지는 자크 시라크가 아닌 에두아르 발라뒤르를 지원했다. 사르코지는 발라뒤르 선거 위원회 대변인이 되기 위해서 프랑스 정부 대변인을 사임했다. 발라뒤르가 오랫동안 여론 조사에서 우위를 차지했지만, 그는 결국 프랑스 대선 1차선거에서 18.6%의 저조한 득표율과 함께 탈락했다. 시라크의 당선으로 그는 프랑스 정부에서 어떠한 장관직도 얻지 못했고, 당내 사르코지 입지는 좁혀졌다. 이 상황은 1997년까지 계속된다.
1997년 국회의원 선거에서 좌파의 승리는 사르코지의 당내 입지를 높여주는 결과를 낳았다. 1997년부터 1999년까지 그는 공화국연합의 총서기로 활동했다.

#### 1999년유럽 연합의회 선거
1999년 4월부터 10월까지 전임자의 갑작스런 퇴임에 사르코지는 당 대표가 되었다.

### 대통령, 니콜라 사르코지
니콜라 사르코지는 2006년 11월 29일 한 지역 신문사와의 인터뷰에서 공식적으로 대선 후보임을 알렸다. 니콜라 사르코지의 선거 운동 슬로건은 "일을 더하고 더 많이 벌자!"(travailler plus pour gagner plus)였다. 선거를 위해 재산 신고를 할 때 그가 신고한 재산은 약 2백만 유로이다.
2007년 1월 14일 정당 대중운동연합의 유일한 대선후보로 69.06%의 참가율로 98.09%의 당내 찬성을 얻어 그는 대중운동연합의 공식후보가 되었다. 2007년 3월 26일 니콜라 사르코지는 대선 운동에 전념하기 위하여 내무부장관 자리에서 물러났다.
2007년 4월 22일 니콜라 사르코지는 프랑스 대선 1차선거에서 우파 역사상 2번째로 높은 기록인 31.18%의 득표를 얻었다. 사회당 소속의 세골렌 루아얄과 텔레비전 공개 토론회 후 그는 2차 선거에서 53.06%(18 983 138 표)를 획득함으로써 46.94%(16 790 440표)를 획득한 세골렌 루아얄을 물리치고 프랑스 제5공화국의 6번째 대통령, 프랑스의 23대 대통령이 되었다.
대선 결과가 발표되자 좌파의 반대 집회가 프랑스 15개의 대도시에서 일어났다. 그 중 몇몇 집회에서는 폭력 사태가 벌어졌고 몇몇 도시들에서는 폭력 사태가 대선이 있던 주 주말까지 계속되었다. 2007년 5월 16일 전임자인 자크 시라크 대통령에게 권력을 이양받았다. 사르코지는 2007년 5월 17일에 대중운동연합의 대표직에서 물러났다.
2012년 프랑스 대통령 선거에서는 결선 투표에서 사회당 소속의 프랑수아 올랑드에 패배하면서 재선에 실패하고 만다. 사르코지는 2012년 5월 17일에 퇴임하여 발레리 지스카르 데스탱 이후 31년만의 단임 대통령으로 기록되었다.

## 역대 선거 결과
| 선거명      | 직책명                      | 대수 | 정당         | 1차 득표율 | 1차 득표수   | 2차 득표율 | 2차 득표수   | 결과         | 당락                    |
| ----------- | --------------------------- | ---- | ------------ | ---------- | ------------ | ---------- | ------------ | ------------ | ----------------------- |
| 1988년 선거 | 하원의원 (오드센 제6선거구) | 9대  | 공화국연합   | 67.40%     | 26,522표     |            |              | 1위          | 오드센 주 하원의원 당선 |
| 1993년 선거 | 하원의원 (오드센 제6선거구) | 10대 | 공화국연합   | 64.90%     | 26,594표     |            |              | 1위          | 오드센 주 하원의원 당선 |
| 1995년 선거 | 하원의원 (오드센 제6선거구) | 10대 | 공화국연합   | 60.44%     | 13,057표     | 75.96%     | 15,109표     | 1위          | 오드센 주 하원의원 당선 |
| 1997년 선거 | 하원의원 (오드센 제6선거구) | 11대 | 공화국연합   | 56.23%     | 21,077표     |            |              | 1위          | 오드센 주 하원의원 당선 |
| 1999년 선거 | 유럽의원 (프랑스 선거구)    | 5대  | 공화국연합   | 12.82%     | 2,263,201표  |            |              | 비례대표 1번 | 프랑스 유럽의원 당선    |
| 2002년 선거 | 하원의원 (오드센 제6선거구) | 12대 | 대중운동연합 | 68.78%     | 27,803표     |            |              | 1위          | 오드센 주 하원의원 당선 |
| 2005년 선거 | 하원의원 (오드센 제6선거구) | 12대 | 대중운동연합 | 70.74%     | 17,177표     |            |              | 1위          | 오드센 주 하원의원 당선 |
| 2007년 선거 | 대통령                      | 23대 | 대중운동연합 | 31.18%     | 11,448,663표 | 53.06%     | 18,983,138표 | 1위          |                         |
| 2012년 선거 | 대통령                      | 23대 | 대중운동연합 | 27.18%     | 9,753,844표  | 48.37%     | 16,865,340표 | 2위          | 낙선                    |